# Selma Huxley
Selma Huxley, también conocida como Selma Barkham o Selma Barkham Huxley, (Londres, 8 de marzo de 1927 - Chichester, 3 de mayo de 2020)  fue una historiadora canadiense de relieve internacional en los campos de la historia marítima del País Vasco y de Canadá. Sus investigaciones le permitieron reconstruir un capítulo poco conocido de la historia de Canadá y del País Vasco: las pesquerías vascas de bacalao y ballena en Terra Nova especialmente en el siglo XVI. Descubrió la existencia de una industria ballenera vasca en el siglo XVI en Labrador, sus puertos balleneros, restos arqueológicos de sus bases, así como la presencia de galeones vascos hundidos en aquellos puertos, entre ellos el San Juan (1565). En 1981 el Gobierno de Canadá le otorgó la Orden de Canadá, su máximo galardón civil, por su trabajo pionero y por haber hecho "una de las más brillantes contribuciones, en años recientes, a la historia de esta nación".

## Biografía

### Familia y juventud
Huxley nació en Inglaterra en el seno de una familia de científicos e intelectuales. Su padre, Michael Huxley, diplomático y fundador-editor de la revista Geographical Magazine, cuyos primos incluían el escritor Aldous Huxley y su hermano el biólogo Sir Julian Huxley (primer director general de la UNESCO), era nieto del eminente científico Thomas Henry Huxley conocido como el Bulldog de Darwin. Su madre, Ottilie de Lotbinière Mills, era nieta del político y conservacionista canadiense Sir Henri-Gustave Joly de Lotbinière, que fue Ministro del Gobierno de Canadá y primer ministro de Quebec.
Pasó la adolescencia durante la Segunda Guerra Mundial entre Inglaterra y los Estados Unidos. Terminada la guerra realizó estudios en las universidades de París y Londres.

### De Inglaterra a Canadá y al País Vasco
En 1950 decidió pasar una temporada visitando parientes en Canadá, donde se afincaría en Montreal, trabajando en las Páginas Amarillas, de profesora y finalmente como la bibliotecaria del Instituto Ártico de Norteamérica en la Universidad de McGill.
Allí, en 1953, conoció a su futuro marido un joven arquitecto inglés, Brian Barkham, amante del País Vasco. En 1950 éste había salido de Inglaterra en moto, con un compañero de la Universidad de Londres, John Stoddart, para estudiar la arquitectura rural de Andalucía. Pero, por diversas circunstancias, había terminado en el País Vasco estudiando sus caseríos, que sería el tema de su tesis. Él y su compañero hicieron buenas amistades y se encariñaron de aquella tierra, de manera que regresaron al País Vasco en 1951. 
Huxley no podía saber entonces que ese encuentro le iba a cambiar tanto la vida, ni que en el futuro sus propias investigaciones sobre el País Vasco le llevarían a descubrimientos de importancia para la historia vasca y canadiense. En 1954 los recién casados se mudaron a Ottawa, la capital de Canadá, donde Barkham estableció un estudio de arquitectura y empezaron una familia (Hijos: Thomas, Oriana, Michael y Serena). Dos años después visitaron el País Vasco donde un amigo, el sacerdote Pío de Montoya, les habló de la antigua presencia vasca en Canadá.

### Concibiendo un plan de futuro
En 1964, con 37 años, Huxley quedó viuda con cuatro niños menores de diez años y tuvo que ganarse la vida. Trabajó sobre todo para los Sitios Históricos Nacionales como historiadora en varios proyectos. Estos incluyeron la restauración de Louisbourg, la fortaleza y puerto pesquero-comercial francés del siglo XVIII en la Isla de Cabo Bretón, en la costa atlántica de Canadá.
Haciendo aquello se interesó por viajes pesqueros europeos a esa región en siglos anteriores, especialmente desde el País Vasco con el que tenía un vínculo personal. Ideó un plan para investigar, en archivos de Francia y España, las expediciones vascas a Canadá en los siglos XVI y XVII, combinando así sus intereses intelectuales y personales. Sabía que para ello tendría que aprender español, ya hablaba inglés y francés.

### México y vuelta al País Vasco
En 1969 decidió trasladarse con sus hijos a México en coche, donde mantuvo a su familia como profesora de inglés. Tres años más tarde, en 1972, a bordo de un barco de carga llegó al puerto vasco de Bilbao. Comenzó a investigar en archivos sobre un aspecto de la historia canadiense y vasca del que se sabía muy poco: la presencia vasca en la antigua Terra Nova, unos 2.000 kilómetros de la costa atlántica de Canadá, en los siglos XVI y XVII. Comenzó estas investigaciones por su cuenta, con pocos medios y contra todo pronóstico, dado que la beca que solicitó para realizarla, le fue denegada. Se pensaba que aquel trabajo ya había sido hecho.
Huxley se encontraba sin trabajo, sin apenas dinero y sin perspectivas claras. Fueron momentos difíciles, pero no se rindió. Creía que los archivos podían contener información valiosa. Durante el primer año dio clases de inglés y estudió paleografía española por la noche en la Universidad de Deusto. Recibió mil dólares de un donante anónimo canadiense, que le permitieron pagar el alquiler, y empezó a hacer sus primeros hallazgos de importancia en archivos.
Sobre la base de estos, en 1973 logró negociar un contrato con los Archivos Públicos de Canadá para localizar en España documentación de interés para Canadá. Pero el contrato, que sería renovable, era a tiempo parcial y no había presupuesto para teléfono ni coche. El resto del tiempo ella proseguiría con sus propias investigaciones. Ese año se mudó a Oñate, dándose cuenta de la riqueza del Archivo Histórico de Protocolos de Guipúzcoa ubicado allí, donde residiría veinte años. 
Falleció el 4 de mayo de 2020 a los noventa y tres años.

## Contribuciones principales

### Hallazgos en archivos y reconstrucción histórica
A lo largo de los años investigó en unos 40 archivos parroquiales, municipales, notariales, judiciales, etc., en lugares como Tolosa, Bilbao, Burgos, Valladolid, Madrid, Sevilla y Lisboa. Poco a poco fue descubriendo miles de manuscritos de los siglos XVI y XVII, en español antiguo, relacionados con la presencia vasca en Terra Nova: incluyendo pólizas de seguro, pleitos, testamentos, cartas de fletamento, contratos para tripulantes y listas de aparejos y provisiones. También fue encontrando miles de manuscritos relativos a los otros sectores de la economía marítima vasca como la construcción naval, el comercio y la pesca en Europa.
Esta documentación detallada le permitió establecer que los vascos, además de una próspera pesquería de bacalao en el litoral atlántico de Canadá, habían llevado a cabo allí una gran pesquería de ballenas a escala industrial en el Quinientos. Profundizando en su análisis de estos documentos pudo reconstruir la mayoría de los aspectos de esas pesquerías vascas particularmente en el siglo XVI: su escala y evolución, la organización y financiación de las expediciones, tipos de barcos, rutas y destinos, temporadas de pesca, naufragios, la vida, el trabajo y la muerte de los marineros, sus alimentos y ropa, contacto con los amerindios, mercados, etc. 

### Destinos vascos en Canadá
En cuanto al destino de los barcos en ese siglo resultó ser que, a diferencia de los bacaladeros, los balleneros iban a unos doce puertos de una zona de Terra Nova que los vascos llamaban la Gran Bahía. Huxley estudió derroteros, mapas y cartas marinas de aquella época en lugares como las bibliotecas nacionales de Francia e Inglaterra. 
De esta manera pudo determinar que los bacaladeros usaban sobre todo puertos de lo que hoy día es la isla de Terranova. Respecto a la actividad ballenera, concluyó que la Gran Bahía correspondía con el actual Estrecho de Belle Isle, que separa Terranova de Labrador, y que los antiguos puertos balleneros, mencionados en los documentos de archivo, estaban situados a lo largo de la costa norte del Estrecho de Belle Isle o bien la costa sur de Labrador.
Crucialmente, logró identificar la ubicación de la mayoría de los puertos balleneros individuales y sus nombres modernos. Así, por ejemplo, Gradun se convertía en el actual puerto de Middle Bay, Puerto Bretón se convertía en Carrol Cove y Buttes, el puerto más importante, se convertía en Red Bay. Por lo tanto, no solo había dado a conocer la existencia de una industria ballenera vasca en el siglo XVI en Labrador sino también sus puertos balleneros.
Los archivos le revelaron tres singulares manuscritos de ese siglo redactados en aquella costa: una venta de chalupas (1572) y dos testamentos (1577 y 1584). Estos eran los documentos civiles originales más antiguos escritos en Canadá.

### Hallazgos arqueológicos en Labrador
Sabía por la documentación que en esos puertos tenía que haber restos de la presencia ballenera vasca, tanto en tierra como bajo agua, y quería encontrarlos. Apoyándose en sus investigaciones hasta entonces, Huxley organizó una expedición de reconocimiento arqueológico al sur de Labrador en el verano de 1977. Exploró varios puertos a lo largo de la costa y descubrió restos arqueológicos de bases balleneras vascas, incluyendo en Red Bay, confirmando de esta forma su trabajo histórico en Europa. A la expedición se uniría, entre otros, el arqueólogo James Tuck de la Universidad Memorial de Terranova.
Entre los manuscritos encontrados por la investigadora se hallan algunos que hablan del hundimiento de varias naves balleneras vascas del siglo XVI en puertos específicos de la Gran Bahía, cuyos nombres actuales había identificado en la costa de Labrador: una de Pasajes (1563) en Los Hornos (Pinware Bay), la Madalena de Motrico (1565) y la María de San Sebastián (1572) en Chateo (Chateau Bay/Henley Harbour), y la San Juan de Pasajes (1565) y la Madalena de Burdeos (1574/75) en Buttes (Red Bay).
El año siguiente de la expedición de Huxley, en 1978, un equipo de arqueólogos subacuáticos de Parks Canadá con Robert Grenier al frente, basándose en los descubrimientos de la historiadora y en la información detallada que ella les había proporcionado, hizo prospecciones tanto en Red Bay como en Chateau Bay. Hallaron un pecio en cada puerto, que resultaron ser barcos balleneros del siglo XVI. Uno de ellos la Nao San Juan, cuyo descubrimiento posibilitó un trabajo arqueológico sin precedentes hasta el momento, sacando y registrando una a una todas las piezas de la estructura del barco, la carga y los objetos que pertenecieron a los marineros, además de una chalupa ballenera que se hundió junto con la nao. La rueda de prensa anunciando estos hallazgos tuvo lugar en los Archivos Públicos de Canadá. Actualmente y gracias a este trabajo se está construyendo una réplica de la Nao San Juan, impulsada por la UNESCO, en Albaola Factoría Marítima del puerto de Pasajes, donde también fue construida la nao original.
De ahí en adelante Huxley continuó sus trabajos históricos paralelo a las excavaciones terrestres y subacuáticas, bajo Tuck y Grenier respectivamente, en Red Bay que fue declarado Sitio Histórico Nacional de Canadá en 1979.
En junio del 2013 la UNESCO declaró Patrimonio de la Humanidad el Sitio Histórico Nacional de Canadá de Red Bay, uno de esos puertos balleneros hallados por Huxley. Esta declaración refleja la importancia de la contribución hecha por Huxley a la historia del País Vasco y de Canadá.

## Obras
Esta historiadora ha presentado los resultados de sus investigaciones en numerosos congresos y ha publicado extensamente. Su obra más completa es: S. Huxley, coord., Los vascos en el marco Atlántico Norte. Siglos XVI y XVII (San Sebastián: Etor Editorial, 1987). Su trabajo ha figurado en los medios de comunicación, revistas, libros y documentales. En julio de 1985 fue, junto con la arqueología en Red Bay, artículo de portada de la revista National Geographic.
Entre las principales obras destacan:
- “Bowhead Whales, and Not Right Whales, Were the Primary Target of 16th- to 17th-Century Basque Whalers in the Western North Atlantic”.(with B. A. McLeod, M. W. Brown, M. J. Moore, W. Stevens, M. Barkham and B. N. White), Arctic, 61, 2008, pp. 61-75
- “A Note on Five Documented 16th-Century Basque Shipwrecks in Harbours of Southern Labrador” (enlace roto disponible en Internet Archive; véase el historial, la primera versión y la última). (with M. Barkham), Itsas Memoria/Revista de Estudios Marítimos del País Vasco, 5, 2006, pp. 773-776 (published in Spanish on pp. 771-773)
- “Basques? Beothuk? Innu? Inuit? or St. Lawrence Iroquoians? The Whalers on the 1546 Desceliers Map, Seen through the Eyes of Different Beholders”, (with C. A. Martijn and M. M. Barkham), Newfoundland Studies, 19, 2003, pp. 187-206
- “Between Cartier and Cook: The Contribution of Fishermen to the Early Toponymy of Western Newfoundland”, Northern Seas, Yearbook 1999, 2001 pp. 23-31
- “The Mentality of the Men behind Sixteenth-Century Spanish Voyages to Terranova”, in G. Warkentin and C. Podruchny, eds., Decentring the Renaissance: Canada and Europe in Multidisciplinary Perspective, 1500-1700 (Toronto: University of Toronto Press), 2001 pp. 110-124.
- “Reflexiones acerca de la transformación de los métodos de investigación sobre la historia marítima vasca de los siglos XVI y XVII” (enlace roto disponible en Internet Archive; véase el historial, la primera versión y la última)., Itsas Memoria/Revista de Estudios Marítimos del País Vasco, 1, 1996, pp. 48-57
- “Los Arriola de Urazandi: iniciativa empresarial marítima en Vizcaya y Guipúzcoa (c. 1540-c. 1630)” (enlace roto disponible en Internet Archive; véase el historial, la primera versión y la última)., (with M. M. Barkham), Itsas Memoria/Revista de Estudios Marítimos del País Vasco, 1, 1996, pp. 349-388
- “Aperçu de l'évolution de la pêche sur les côtes de l'Est canadien”, in L'aventure maritime, du golfe de Gascogne à Terre-Neuve (Actes du 118e congrès national annuel des sociétés historiques et scientifiques, Pau, octubre de 1993) (París: Éditions du CTHS, 1995), pp. 173-180
- “Aseguradores burgaleses y pesca transatlántica en el País Vasco: el efecto de las guerras sobre sus negocios (h. 1540-h. 1585)”, Actas del V centenario del Consulado de Burgos (Burgos: Diputación provincial, 2 volumes), 1, 1994, pp. 529-553
- “The Arriolas of Urazandi: Maritime Enterprise in Vizcaya and Guipúzcoa (c. 1540 to c. 1630)”, (with M. M. Barkham) in R. Basurto Larrañaga, ed., Homenaje a Francisco de Abrisketa (Bolibar: Sociedad Bolivariana del País Vasco), 1993, pp. 269-298
- “Los balleneros vascos y su influencia sobre el medio ambiente en Labrador, 1530-1700”, in América y los Vascos (published in commemoration of the 500th anniversary of the "Discovery" of America, Vitoria, Gobierno Vasco), 1992, pp. 139-153
- “Diego de Bernuy, ejemplo de un mercader no lanero”, in Historia de Burgos (Burgos: Caja de Ahorros Municipal), III-2, 1992, pp. 193-229
- “Basque exploration and discovery”, in Christopher Columbus Encyclopedia (New York: Simon and Schuster), 1, 1992, pp. 265-266
- “North America”, in J. Keay, ed., The Royal Geographical Society History of World Exploration (London: Hamlyn), 1991, pp. 128-163
- “The Basque Coast of Newfoundland”, (Plum Point: The Great Northern Peninsula Development Corporation), 1989
- “Plate 22: The 16th Century Fishery”, (with J. Mannion) in R.C. Harris, ed., The Historical Atlas of Canada (Toronto: University of Toronto Press), 1, 1987
- “Los vascos y las pesquerías transatlánticas, 1517-1713”, in S. Huxley [Barkham], ed., Los vascos en el marco Atlántico Norte. Siglos XVI y XVII (San Sebastián: Etor Editorial), 1987, pp. 26-210
- “¿Quién era Martín de Villafranca?”, in S. Huxley [Barkham], ed., Los vascos en el marco Atlántico Norte. Siglos XVI y XVII (San Sebastián: Etor Editorial), 1987, pp. 294-297
- “The Fishermen's Contribution to the Early Cartography of Eastern Canada”, (Paper presented at the 11th International Conference on the History of Cartography, Ottawa, July, 1985) (Typescript available at the Centre for Newfoundland Studies, Queen Elizabeth II Library, Memorial University of Newfoundland, St. John’s, Newfoundland)
- “Desde el Golfo de Vizcaya hasta la Gran Bahía”, El Campo, 99, 1985, pp. 3-7.
- “The Basque Whaling Establishments in Labrador, 1536-1632. A Summary”, Arctic, 37, 1984, pp. 515-519.
- “From Biscay to the Grand Bay”, Horizon Canada, 1, 1984, pp. 14-19.
- “El mundo de Martín de Artalequ un marino vasco en la carrera de Terranova y de Indias”, Boletín de Estudios Históricos Sobre San Sebastián, 16-17, 1982-83, pp. 484-499
- “Documentary Evidence for 16th Century Basque Whaling Ships in the Strait of Belle Isle”, in G. M. Story, ed., Early European Settlement and Exploitation in Atlantic Canada (St. John's: Memorial University of Newfoundland), 1982, pp. 53-95
- “Unos apuntes sobre el papel comercial de la mujer vasca en el siglo XVI”, Cuadernos de Sección de Antropología-Etnografía, 1, 1982, pp. 159-167
- “Burgos Insurance for Basque Ships: Maritime Policies from Spain, 1547-1592”, Archivaría, 11, 1980-81, pp. 87-99
- “Finding Sources of Canadian History in Spain”, Canadian Geographic, 100 (#3), 1980, pp. 58-73
- “A note on the Strait of Belle Isle during the period of Basque contact with Indians and Inuit”, Études/Inuit/Studies, 4, 1980, pp. 51-58.
- “Los balleneros vascos en Canadá entre Cartier y Champlain”, Boletín de la Real Sociedad Bascongada de Amigos del País, 35, 1979, pp. 3-24.
- “Divers find sunken Basque galleon in Labrador”, (with R. Grenier), Canadian Geographic, 97 (#3), 1978-79, December – January, pp. 60-63.
- “The Basques: Filling a gap in our history between Jacques Cartier and Champlain”, Canadian Geographical Journal, 96 (#1), 1978, pp. 8-19.
- “Vascos en Terranova. Dos cartas de afletamientos de naves en San Sebastián en 1564”, Boletín de Estudios Históricos Sobre San Sebastián, 12, 1978, pp. 191-200.
- “The Identification of Labrador Ports in Spanish 16th Century Documents”, Canadian Cartographer, 14 (#1), 1977, pp. 1-9.
- “First Will and Testament on the Labrador Coast”, The Geographical Magazine, 49 (#9), 1977, pp. 574-581.
- “Guipuzcoan Shipping in 1571 with Particular Reference to the Decline of the Trans-Atlantic Fishing Industry”, in W. A Douglass, ed., Anglo-American Contributions to Basque Studies: Essays in Honor of Jon Bilbao (Reno, Nevada: Desert Research Institute Publications on the Social Sciences, #13), 1977, pp. 73-81
- “Two documents written in Labrador, 1572 and 1577”, Canadian Historical Review, 57 (#2), 1976 pp. 235-238
- “Privateering: The North American Dimension to 1625”, (with D. B. Quinn) in M. Mollat, ed., Course et Piraterie, París, 1975.
- “The Spanish Province of Terranova”, Canadian Archivist, 2 (#5), 1974, pp. 73-83
- “[Basque] Building Materials for Canada in 1566”, Bulletin of the Association for Preservation Technology, 5 (#4), 1973, pp. 93-94
- “Mercantile community in inland Burgos”, The Geographical Magazine , 42 (#2), 1973 pp. 106-113

## Premios y reconocimientos
- En 1980 la Real Sociedad Geográfica Canadiense le otorgó su Medalla de Oro - la primera mujer en recibirla - definiendo su trabajo como “un clásico ejemplo de investigación histórico-geográfica”. El editorial de la revista de dicha Sociedad, que anunciaba el premio, recoge: “Aunque [Barkham] continúa con su trabajo [...] ya ha hecho mucho por llenar un gran hueco en nuestra historia, desde el tiempo de Cartier y Roberval [...] hasta la llegada de Champlain a principios del siglo XVII. [...]”. La Medalla de Oro es un galardón sin periodicidad fija cuya intención es reconocer un logro particular de uno o más individuos en el campo general de la geografía, así como, en algunas ocasiones, brindar la oportunidad de reconocer un evento significativo nacional o internacional. En el caso de Selma Barkham la Sociedad consideró que merecía este reconocimiento por ambas razones.” (Canadian Geographic, 100 (#3), 1980, pág. 58.)
- En 1981 fue nombrada Miembro de la Orden de Canadá, máximo galardón civil otorgado por el Gobierno de Canadá. El comunicado de prensa hace referencia, entre otras cosas, a que: “destapó un período en la historia de Canadá (1540-1600) acerca del cual casi nada se sabía” y que “descubrió la presencia de asentamientos vascos [y galeones hundidos] de hace 400 años en Labrador”. Termina con la declaración: “Selma Barkham ha hecho una de las más brillantes contribuciones, en años recientes, a la historia de esta nación.”
- En 1981 fue nombrada socia de número de la Real Sociedad Bascongada de Amigos del País.
- En 1985 la Universidad de Windsor, Canadá, le otorgó un doctorado honoris causa.
- En 1992 fue nombrada Cónsul Honorario de Bilbao por la Cámara de Comercio, Industria y Navegación de Bilbao Archivado el 24 de febrero de 2014 en Wayback Machine., siendo hasta ahora la única mujer en recibir este galardón.
- En 1993 la Universidad Memorial de Terranova, Canadá, le otorgó un doctorado honoris causa. El discurso pronunciado en esa ocasión hace referencia a que “el redescubrimiento [hecho por Huxley] del elemento vasco ha provocado una revisión total de la historia canadiense del siglo XVI.” (Memorial University of Newfoundland Gazette, 3 de junio de 1993, pág. 7.)
- En 1999 recibió el Premio de Cultura (edición 1998) de la Fundación Sabino Arana, Bilbao.
- En 1999 la ciudad de San Juan de Terranova, capital de la provincia de Terranova y Labrador, puso en su honor el nombre de Barkham Street a una de sus calles. Declaró: “el redescubrimiento por Barkham de la presencia vasca ha sido reconocido como una de las más significativas aportaciones individuales al conocimiento de la historia temprana de Terranova.”
- En 2000 el Ayuntamiento de Red Bay, Labrador, puso el nombre de Selma Barkham a su Centro Cívico.
- En 2002 el Gobierno de Canadá le otorgó la Medalla del Jubileo de Oro de la Reina, medalla concedida a “canadienses que han hecho contribuciones sobresalientes y ejemplares a sus comunidades o a Canadá en general”.
- En 2008 se leyó en el Parlamento de la Provincia de Terranova y Labrador una declaración conmemorando el 30 aniversario (1977-2007) del descubrimiento por Huxley del asentamiento ballenero vasco del siglo XVI en Red Bay, Labrador, que ha hecho a ese puerto internacionalmente famoso. Este aniversario fue celebrado en dicha localidad con un homenaje a la historiadora.
- En 2009 fue nombrada Fellow de la organización internacional Wings WorldQuest que “reconoce y apoya mujeres visionarias, que están haciendo avanzar la investigación científica y la conservación del medio ambiente, y comparte sus conocimientos con el mundo en un momento cuando más nos hacen falta”. Su nombramiento fue sobre todo en reconocimiento de su descubrimiento de miles de manuscritos del siglo XVI en archivos vascos y españoles, y de yacimientos arqueológicos de los balleneros vascos del siglo XVI en la costa sur de Labrador.
- En 2010 recibió, entre otras personas y entidades, un homenaje de la Asociación de Ikastolas de Vizcaya (Ibilaldia 2010) por su labor “ayudando e impulsando el euskara y la cultura vasca” en temas relacionados con el mar.
- En 2012 fue nombrada Académica correspondiente de la Real Academia Burgense de Historia y Bellas Artes.
- En 2012 el Gobierno de Canadá le otorgó la Medalla del Jubileo de Diamante de la Reina.
- En 2013 recibió la Medalla de Oro de la Sociedad Oceanográfica de Gipuzkoa/Aquarium “en reconocimiento a sus investigaciones y descubrimientos pioneros”.[8]
- En 2014 recibió el premio Lagun Onari del Gobierno Vasco.[9]
- En 2018 recibió el premio Sociedad Geográfica Española SGE.[10]